# Klif
Klif ali pečina je v geografiji in geologiji navpična, strma, kamnita obala. Pogosti so na obali, v gorskih območjih, na brežinah in ob rekah. Klife delimo po vrsti glede na kamninsko zgradbo. Nastajajo zaradi delovanja vetra, vode in vremena.
Sedimentne kamnine, ki tvorijo klife so peščenjak, apnenec, kreda in dolomit. Magmatske kamnine, kot sta granit in bazalt pogosto tvorita pečine. Posledica je erozije v zgornjih plasteh, ki povzroča zanimive geološke pojave kot so spodmoli, mikrotektonski prelomi ter nalomljeni skalni bloki.
Običajno so največji klifi ob morju: spodaj nastane spodjeda (od valov), zgoraj delujejo graviklastični procesi (1 mm/leto – granit, 2 m/leto – morensko gradivo),  posledica – odmikanje klifov (nastajanje abrazijske police).
Največji klif na svetu je 1010 m visok klif v Kalaupapi na Havajih, največji v Sloveniji pa se nahaja v Naravnem rezervatu Strunjan in je iz flišnih kamnin.

## Etimologija
Klif je romanska beseda, ki ima svoj izvor v latinščini clivus / clevus ('naklon' ali 'pobočje').

## Velike in slavne stene
Ni nujno, da je stena povsem navpična, zato lahko pride do nejasnosti o tem, kolikšen naklon pečine ali pobočja šteje kot klif. Na primer, resnično navpična stena nad zelo strmim pobočjem: ali se šteje samo stena ali kombinacija. Ni jasnega odgovora.
Nekatere največje pečine na svetu se nahajajo pod vodo. Primer je 8000 metrov visok in več kot 4250 metrov? dolg greben znotraj Kermadecovega jarka.
Najvišji klif (skalna stena) na svetu je v Nanga Parbatu - Rupalska stena, ki se dviga približno 4.600 metrov nad svojim podnožjem. Po drugih virih je najvišji klif na svetu približno 1340 m visoka vzhodna stena Trango Towers v gorah Karakoruma v severnem Pakistanu. Tu se uporablja dokaj strog pojem pečine - 1340 m se nanaša na skoraj navpično steno dveh stebrov, z dodajanjem zelo strmega pristopa bi skupna višina do bližnjega ledenika Dunge znašala skoraj 2000 m.
Lokacija najvišjih morskih klifov na svetu odvisna tudi od opredelitve pojma "klif", ki se uporablja. V Guinnessovi knjigi rekordov je navedeno, da je Kalaupapa na Havajih  visok 1.010 m. Drugi, da je severna stena Mitre Peak, z višino 1683 metrov v Milford Soundu na Novi Zelandiji. Ti so predmet manj stroge definicije, kot je povprečen nagib klifa na Kaulapapa (kot 60 stopinj), Mitre Peak je podoben. Bolj navpični morski klif je mogoče najti na Maujit Qaqarssuasia (znan tudi kot Thumbnail - 'noht'), ki se nahaja v fjordu Torssukátak na samem rtu v južni Grenlandiji in pada 1.560 m skorajda navpično.
Če upoštevamo resnično navpičnost, Mount Thor na Baffinovem otoku v arktični Kanadi velja za najvišji klif z višino 1370 m (zgornjih 480 m je previsnih) in pravijo, da je najdaljša višinska razlika na Zemlji s 1.250 m. Vendar so morda druge pečine na Baffinovem otoku, kot je Polar Sun Spire v fjordu Sam Ford ali druge na oddaljenih območjih Grenlandije, višji.
Najvišji klif v sončnem sistemu je morda Verona Rupes, približno 20 km visok prelom na Mirandi, Uranovi luni.

## Največji klifi v Evropi
Klifi ob morju
- Hornelen, Norveška, 860 m nad Frøysjøenom
- Rt Enniberg, Otočje Faroe, 750 m nad Severnim morjem
- Croaghaun, Otočje Achill, Irska, 668 m nad Atlantikom
- Vixía Herbeira, Severna Galicija, Španija, 621 m nad Atlantikom
- Preikestolen, Norveška, 604 m nad fjordom Lysefjorden
- Slieve League, Irska, 601 m nad Atlantikom
- Beachy Head (Peščena glava), Anglija, 162 m nad Angleškim kanalom
- Møns Klint, Danska, 143 m nad Baltikom
- Moherski klifi, Irska, 120 m nad Atlantikom
- Dovrski beli klifi, Anglija, 100 m nad Dovrsko ožino
- Strunjanski klifi, Slovenija, 80 m nad Jadranskim morjem

Kopenski kifi
- Trollveggen (Trolski zid), Norveška 1100 m nad izhodiščem
- Veliki Mengusovský ščit (severni stena) 1043 m nad gladino jezera Morskie Oko, Poljska
- Mały Kieżmarski Szczyt (severni stena), gorovje Tatre, Slovaška približno 900 m
- Giewont (severna stena), Tatre, Poljska, 852 m nad jaso Polana Strążyska